# Красная Дубрава (Самарская область)
Кра́сная Дубра́ва — село в Ставропольском районе Самарской области. Административно входит в сельское поселение Пискалы.

## География
Село к северо-востоку от города Тольятти. Связано дорогой с селом Мусорка.

## Население
| 2010 |
| ---- |
| 17   |

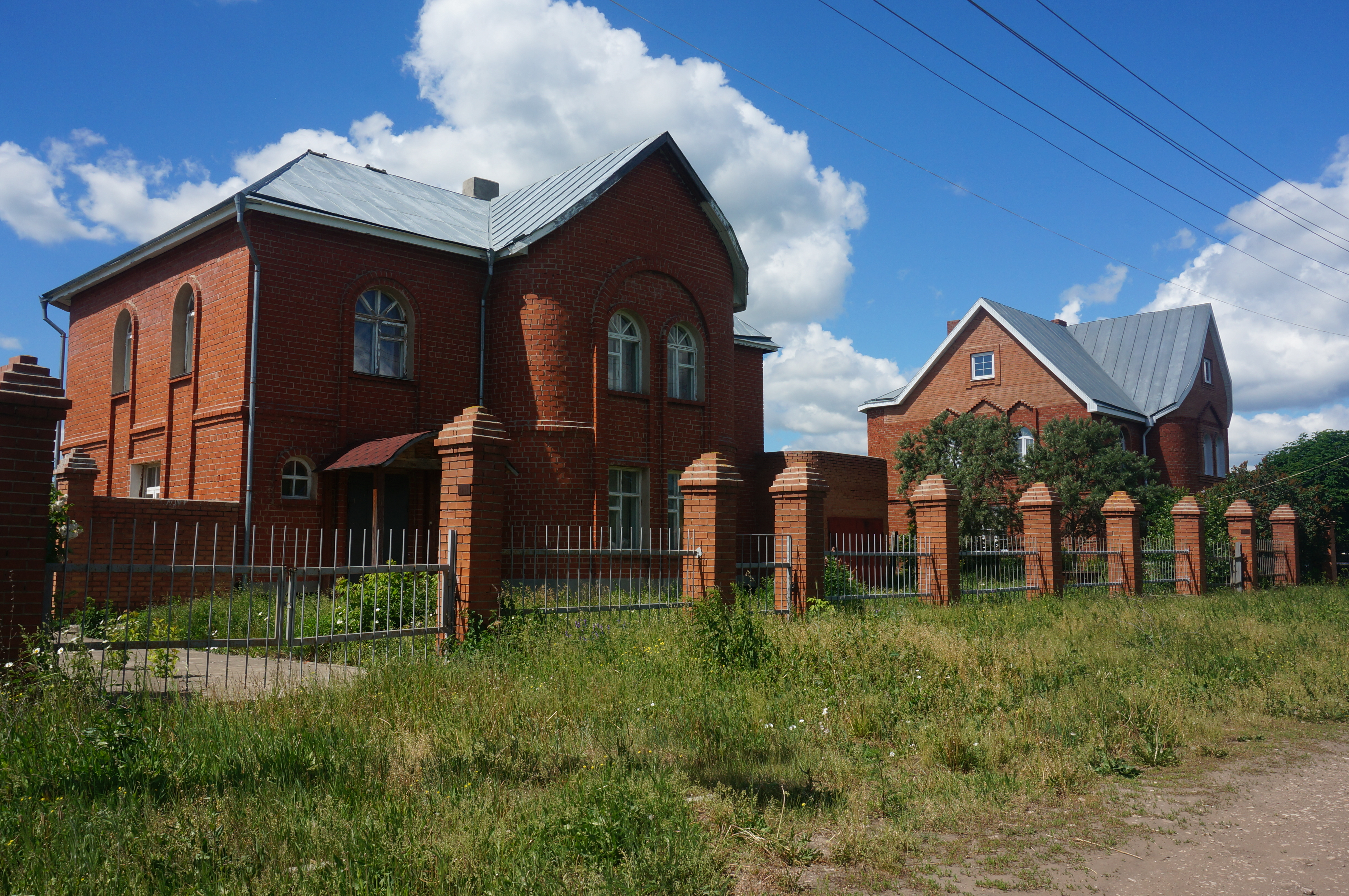
Жилые дома
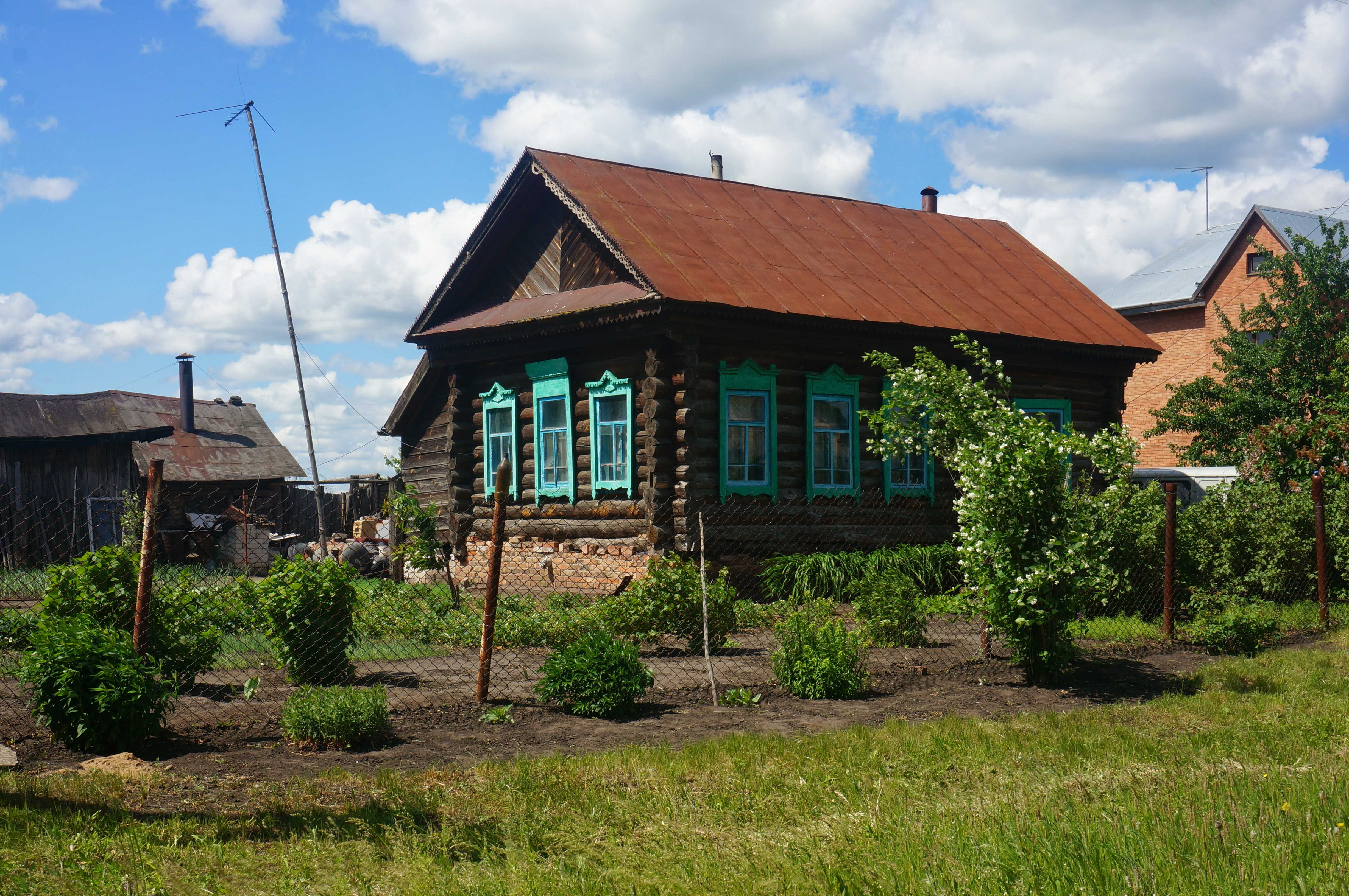
Жилой дом
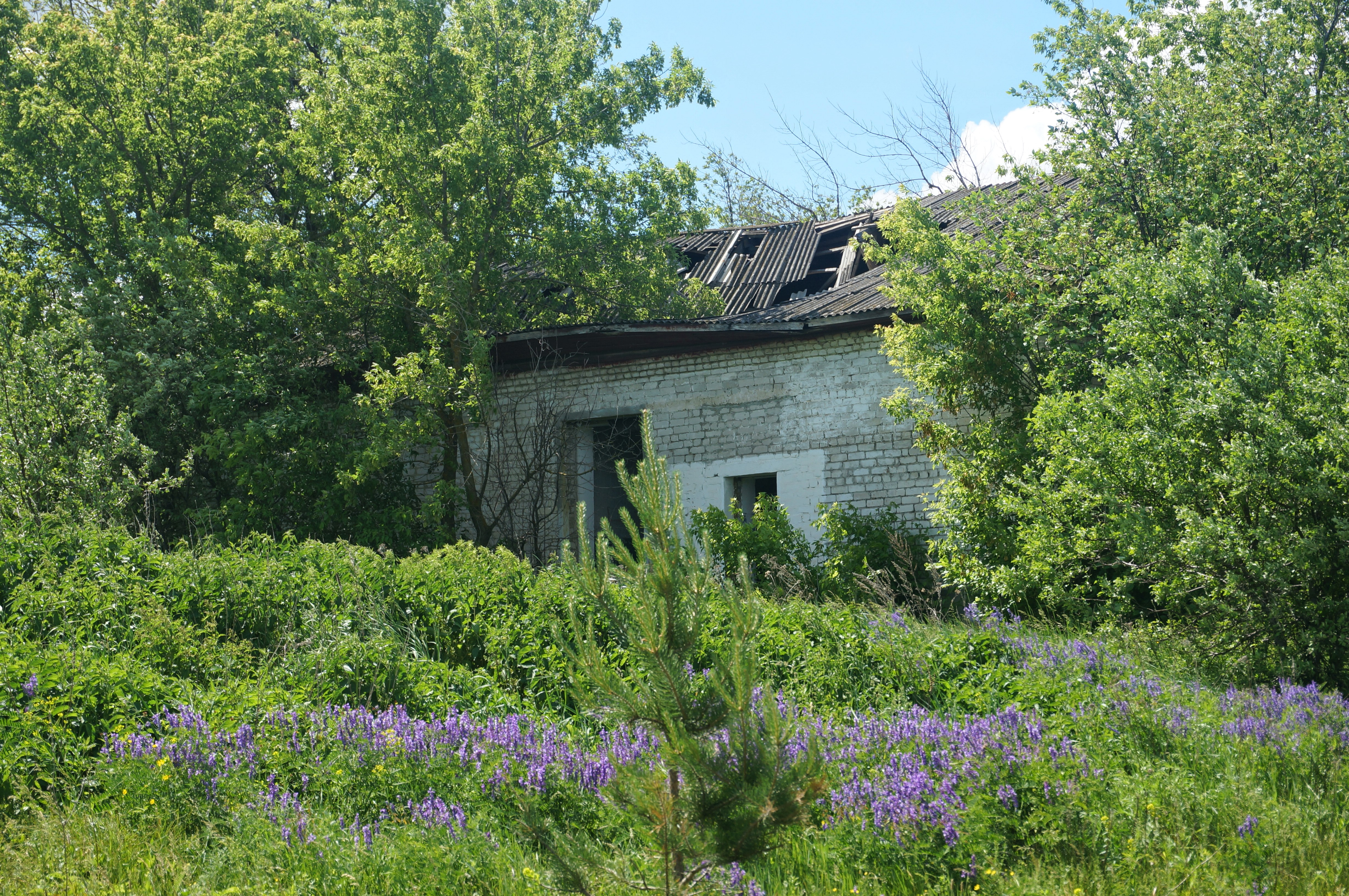
Заброшенные дома